# Turbo (álbum)
Turbo es el décimo álbum de estudio de la banda británica de heavy metal Judas Priest, publicado en 1986 a través de Columbia Records. Luego de su lanzamiento generó una controversia entre sus fanáticos y algunos críticos, por el cambio de sonido generadas por las guitarras sintetizadoras y el uso de líricas más comerciales a diferencia de sus anteriores trabajos. Según el crítico Steve Huey de Allmusic es su disco más débil desde Rocka Rolla, pero que muestra la versatilidad de la banda al momento de componer. A pesar de la experimentación de sonido que realizó la agrupación, Turbo fue el primer álbum de heavy metal en ser grabado digitalmente y además posicionó a Judas Priest como los primeros en utilizar las guitarras sintetizadoras en el género metal.
En 2001 se remasterizó con dos pistas adicionales; «All Fired Up» grabado durante las sesiones pero que fue descartado del listado original y una versión en vivo de «Locked In» grabada en San Luis (Misuri) en 1986. Por su parte y como celebración del 30.º aniversario desde su lanzamiento, en 2016 se publicó una edición especial que incluyó el disco original remasterizado y dos álbumes en vivo grabados en el Kemper Arena de Kansas City (Misuri) el 22 de mayo de 1986.

## Antecedentes
Tras el término de la gira Metal Conqueror Tour la banda se tomó un receso de varios meses, siendo su única aparición pública el evento Live Aid celebrado en julio de 1985. En 1986, la banda celebraría sus primeros diez años con el sello CBS y para ello pensaron en publicar un álbum doble en vivo, con canciones grabadas durante la gira promocional de Defenders of the Faith, sin embargo, a mediados de 1985 el sello les propuso grabar un nuevo álbum de estudio con ideas nuevas y con cierta experimentación en el sonido.
Para darle un estilo propio a esta producción, tanto Judas Priest como el productor Tom Allom decidieron aprovechar la nueva tecnología de los estudios de grabación y algunos nuevos instrumentos como las guitarras sintetizadoras. Estas características posicionaron a Turbo como el primer álbum de heavy metal en ser grabado digitalmente.

## El eventualTwin Turbos
Desde un principio quisieron editar un álbum especial que contara la historia de la banda con canciones de speed metal, hard rock y heavy metal tanto con letras oscuras y otras más comerciales. La idea original era un álbum doble denominado Twin Turbos que se componía de diecinueve canciones, pero al momento de presentarlo a CBS Records rechazaron el proyecto por los costos que produciría su publicación.
De estas diecinueve canciones, nueve de ellas se publicaron bajo el nombre de Turbo, mientras que «Ram It Down», «Love You to Death», «Hard as Iron» y «Monsters of Rock» se regrabaron y fueron lanzados en Ram It Down de 1988. En 2001, cuando varios de sus discos se remasterizaron, se incluyeron las otras restantes como pistas adicionales; «Red, White & Blue» en British Steel, «Prisoner of Your Eyes» en Screaming for Vengeance, «Turn On Your Light» en Defenders of the Faith, «All Fired Up» en la reedición de Turbo y «Heart of a Lion» en el álbum recopilatorio Metalogy. Por último, existen dos temas que hasta el día de hoy no se publican, «Under the Gun» y «Fighting for Your Love».

## Grabación
A mediados de octubre de 1984 Rob Halford, K.K. Downing y Glenn Tipton comenzaron a escribir las primeras canciones en Marbella al sur de España. Sin embargo, su grabación recién se inició en junio de 1985 en los Compass Point Studios de Nasáu en las Bahamas, porque para aquel entonces era uno de los primeros estudios en poseer los equipos y la tecnología Sony Digital, que proporcionaban los atributos necesarios que buscaba el equipo de producción.
Una de las características del proceso de grabación fue el uso de las guitarras sintetizadoras, que a través de pedales crean diversos efectos sonoros similares a lo que produce el sintetizador. Este instrumento era empleado en la música jazz, en el rock psicodélico y en la composición de bandas sonoras, y su incorporación al disco posicionó a la banda como los pioneros en usarlas en la música metal. Por otro lado y a diferencia de lo que especuló la prensa, Halford explicó en el librillo Turbo Fax que no se utilizaron teclados o sintetizadores en las canciones, siendo todos los sonidos creados precisamente por las guitarras sintetizadoras y que se puede apreciar fácilmente en las canciones «Out in the Cold», «Hot for Love» y «Turbo Lover». Además, en las grabaciones participó como músico invitado, Jeff Martin, vocalista de Racer X, que cantó los coros de «Wild Nights, Hot & Crazy Days» y colaboró en las letras de «Private Property».

## Lanzamiento y promoción
Se publicó el 14 de abril de 1986 en el Reino Unido a través de CBS Records, donde alcanzó el puesto 33 en los UK Albums Chart, la posición más baja hasta ese entonces para una de sus producciones en dicha lista. Mientras que en los Estados Unidos se lanzó bajo el sello Columbia, donde llegó hasta la posición 17 en los Billboard 200. En tan solo tres meses vendió más de 500 000 copias en el país norteamericano, equivalente a disco de oro y para 1989 se certificó con disco de platino luego de superar el millar de copias vendidas.
Para promocionarlo se publicaron tres canciones como sencillos; «Turbo Lover» en abril de 1986, «Locked In» un mes más tarde y que se convirtió en su único en posicionarse en los Mainstream Rock Tracks en el puesto 25, y «Parental Guidance» a mediados del mismo año. Por su parte, el 2 de mayo iniciaron su gira promocional Fuel for Life Tour que culminó el 16 de diciembre en Honolulu, Hawái.

## Portada
Una vez más la banda convocó al artista Doug Johnson para crear la portada, que a diferencia de los dos discos anteriores no incluyó personajes ficticios. Para Turbo dibujó una mano sosteniendo una palanca de cambios, mientras que la parte interna de la carátula dibujó a una mujer abrazada por unas manos con garras, que le dejan marcas de neumáticos en su espalda.

## Comentarios de la banda
Tras su publicación los integrantes de la banda han hablado sobre este cambio de sonido, que en un principio fue criticado negativamente por la prensa y por varios de sus fanáticos. Es por ello que a medida que pasan los años han dado su opinión sobre Turbo, que ellos mismos han considerado como un álbum de amor y odio. El 7 de mayo de 1987, Glenn Tipton comentó en la revista Atlantic Online: «Cada álbum tiene un nuevo sonido o dirección y como individuos tenemos que cambiar también, y creo que eso es lo que nos da la longevidad como banda. Nosotros pensamos mucho en ello porque si no cambias la gente se harta de ti. Si cada disco de Judas sonará igual, entonces la gente diría bueno compraremos el último». En 1993, en el librillo del recopilatorio Metal Works '73-'93 Downing comentó: «Estábamos conscientes que sería difícil que algunos de nuestros fanáticos lo aceptaran, pero queríamos tener un álbum consistente en todo. Anteriormente todos nuestros discos habían sido muy variados».
Por su parte, Ian Hill en una entrevista dada el 14 de agosto de 2004 al sitio KNAC.com afirmó: «Pensamos es una gran idea, pero probablemente nos fuimos un poco más allá de la misma. El disco tuvo un montón de críticas mixtas cuando salió y es posible que hayamos perdido algunos fanáticos, pero probablemente ganamos unos cuantos también. Creo que ahora está empezando a ser reconocido como un punto de referencia. Además siempre en los conciertos la gente grita que toquemos «Turbo Lover», lo cual me sorprende». Por último, Rob Halford en 2008 y para la revista Kerrang! mencionó: «La única agenda que hemos tenido en Priest era dar realmente a cada álbum su propia vida y creo que lo hemos logrado en todos desde Rocka Rolla hasta el nuevo, Nostradamus. Dicho esto, si alguna vez hubo un registro controvertido en términos de lo que la gente podría haber esperado de nosotros, es Turbo. Fue el hecho de que nos mudamos a un ambiente diferente, pero eso es donde estábamos en ese momento en particular. Algunos de los avances tecnológicos como los tableros de pedales que utilizan Glenn y K.K. estaban dándonos opciones para diferentes sonidos y la experimentación. Personalmente creo que hay todavía algunas grandes canciones en ese álbum ... Es una de las grabaciones que dividen opinión».

## Lista de canciones
Todas las canciones escritas por Rob Halford, Glenn Tipton y K.K. Downing.

| N.º | Título                          | Duración |  |
| 1.  | «Turbo Lover»                   | 5:33     |  |
| 2.  | «Locked In»                     | 4:19     |  |
| 3.  | «Private Property»              | 4:29     |  |
| 4.  | «Parental Guidance»             | 3:25     |  |
| 5.  | «Rock You All Around the World» | 3:37     |  |
| 6.  | «Out in the Cold»               | 6:27     |  |
| 7.  | «Wild Nights, Hot & Crazy Days» | 4:39     |  |
| 8.  | «Hot for Love»                  | 4:12     |  |
| 9.  | «Reckless»                      | 4:17     |  |

| Pistas adicionales en reedición de 2001 |                                                                                                  |          |  |
| N.º                                     | Título                                                                                           | Duración |  |
| 10.                                     | «All Fired Up» (grabado durante las sesiones de Turbo)                                           | 4:45     |  |
| 11.                                     | «Locked In» (en vivo, grabado en Kiel Auditorium de Saint Louis (Misuri), el 23 de mayo de 1986) | 4:24     |  |

### Edición 30th Anniversary - Álbum en vivo
| Disco uno |                                 |          |  |
| N.º       | Título                          | Duración |  |
| 1.        | «Out in the Cold»               | 6:35     |  |
| 2.        | «Locked In»                     | 4:21     |  |
| 3.        | «Heading Out to the Highway»    | 4:53     |  |
| 4.        | «Metal Gods»                    | 4:03     |  |
| 5.        | «Breaking the Law»              | 2:43     |  |
| 6.        | «Love Bites»                    | 5:19     |  |
| 7.        | «Some Heads Are Gonna Roll»     | 5:04     |  |
| 8.        | «The Sentinel»                  | 5:02     |  |
| 9.        | «Private Property»              | 5:11     |  |
| 10.       | «Desert Plains»                 | 4:55     |  |
| 11.       | «Rock You All Around the World» | 5:02     |  |

| Disco dos |                                   |          |  |
| N.º       | Título                            | Duración |  |
| 1.        | «The Hellion»                     | 0:40     |  |
| 2.        | «Electric Eye»                    | 3:37     |  |
| 3.        | «Turbo Lover»                     | 6:03     |  |
| 4.        | «Freewheel Burning»               | 5:03     |  |
| 5.        | «Victim of Changes»               | 8:55     |  |
| 6.        | «The Green Manalishi»             | 5:19     |  |
| 7.        | «Living After Midnight»           | 4:35     |  |
| 8.        | «You've Got Another Thing Comin'» | 9:01     |  |
| 9.        | «Hell Bent for Leather»           | 5:53     |  |

## Músicos
- Rob Halford: voz
- K.K. Downing: guitarra eléctrica
- Glenn Tipton: guitarra eléctrica y coros
- Ian Hill: bajo
- Dave Holland: batería
- Jeff Martin: coros en «Wild Nights, Hot & Crazy Days»